# NBA-Draft 2022
Das NBA-Draft-Verfahren 2022 fand am 23. Juni 2022 im Barclays Center in Brooklyn, New York statt.
Die Draftlotterie zur Feststellung der Auswahlreihenfolge auf den ersten Plätzen wurde am 17. Mai 2022 durchgeführt. Die Orlando Magic, die mit einer Gewinnchance von 14 % in die Lotterie gegangen waren, wurden dort als Franchise mit dem ersten Auswahlrecht ausgelost. Die Lotterie erbrachte auf den zweiten bis vierten Plätzen folgende Reihenfolge: Oklahoma City Thunder, Houston Rockets, Sacramento Kings.
Als Spieler mit den besten Aussichten, auf einem der ersten drei Plätze ausgewählt zu werden, nannten Vorschauranglisten oft Chet Holmgren, Jabari Smith, Paolo Banchero und Jaden Ivey, Die beiden erstgenannten Spieler wurden an zweiter und dritter Stelle ausgewählt, Banchero als Erster.

## Erste Auswahlrunde

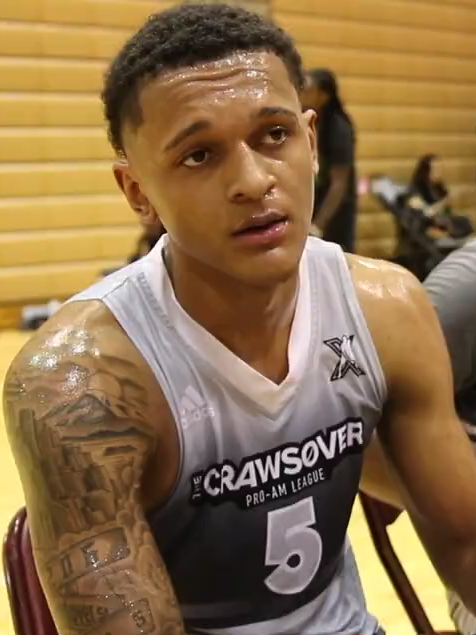
Paolo Banchero Erster Pick
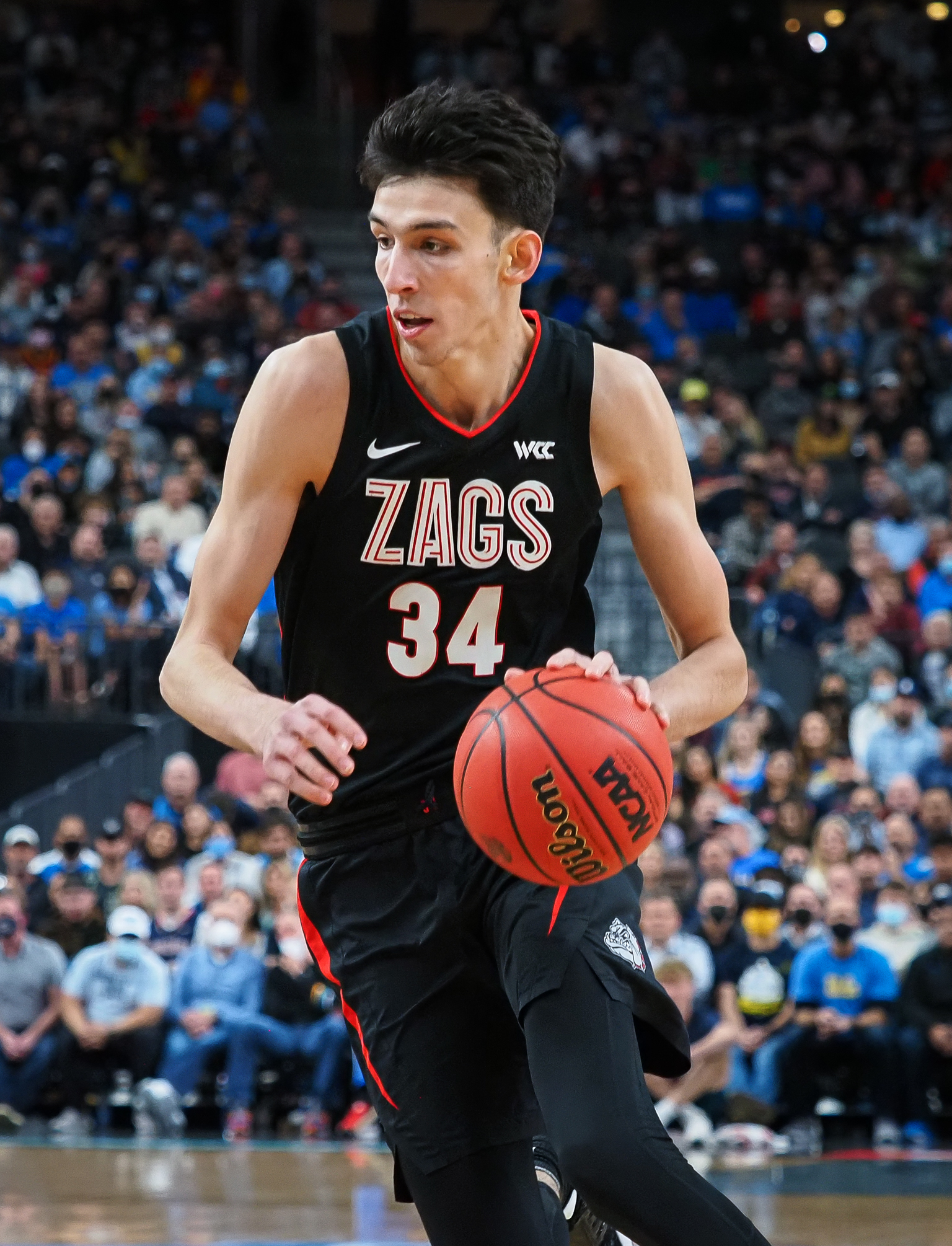
Chet Holmgren Zweiter Pick
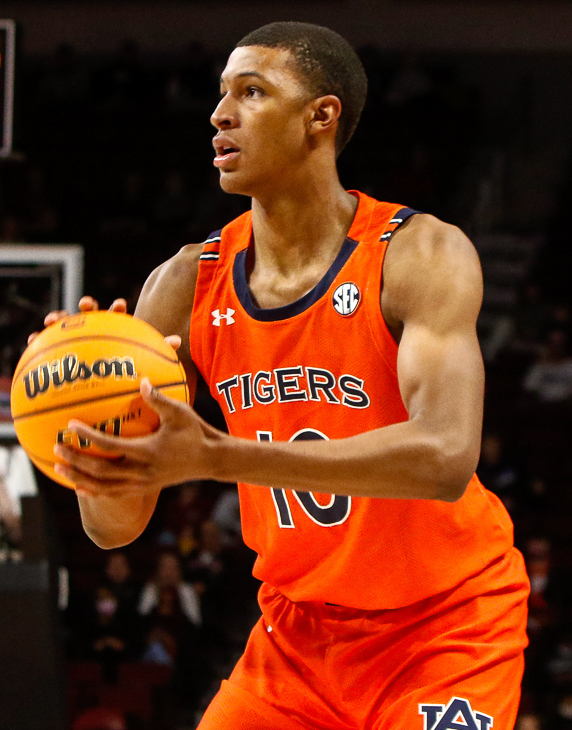
Jabari Smith Dritter Pick
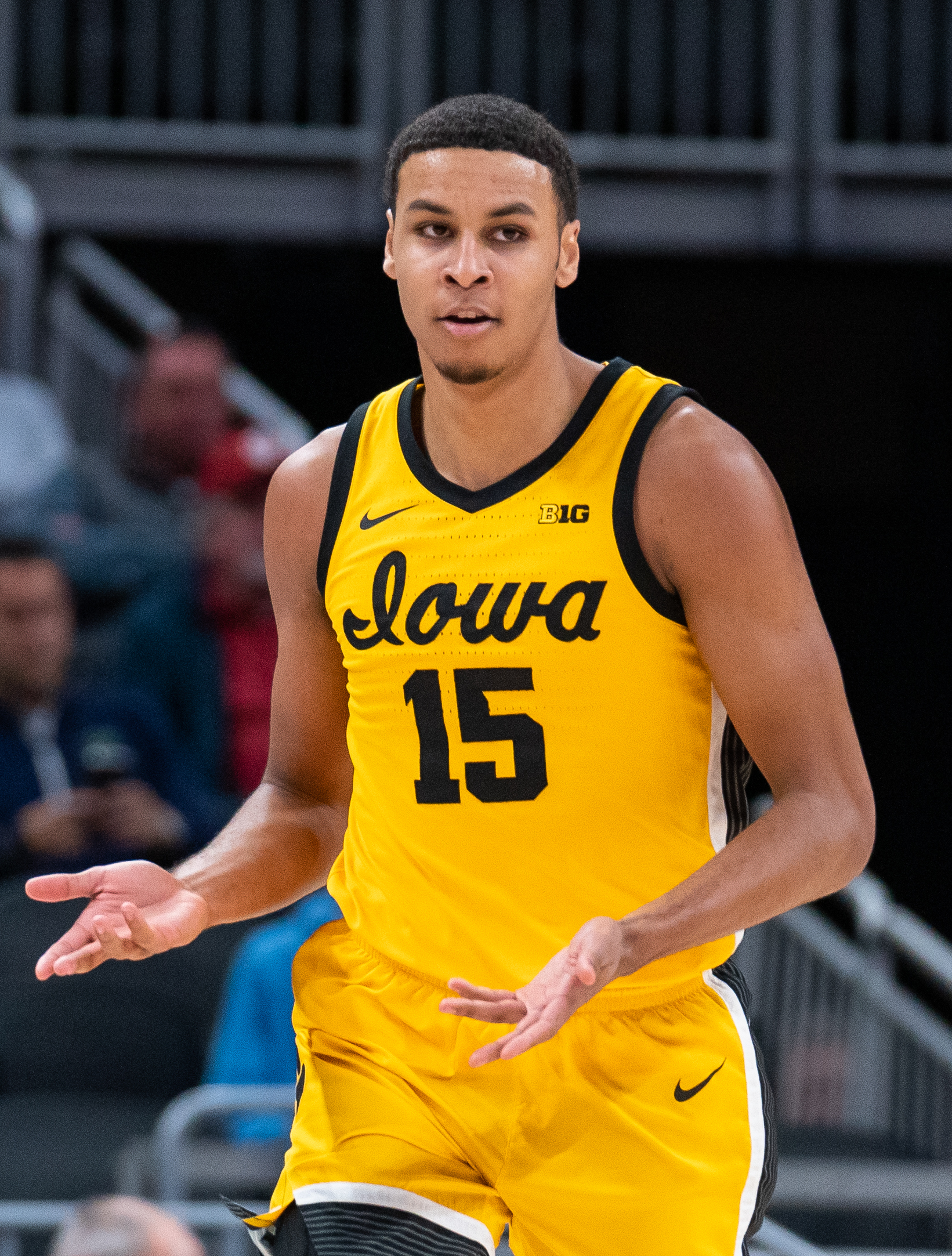
Keegan Murray Vierter Pick
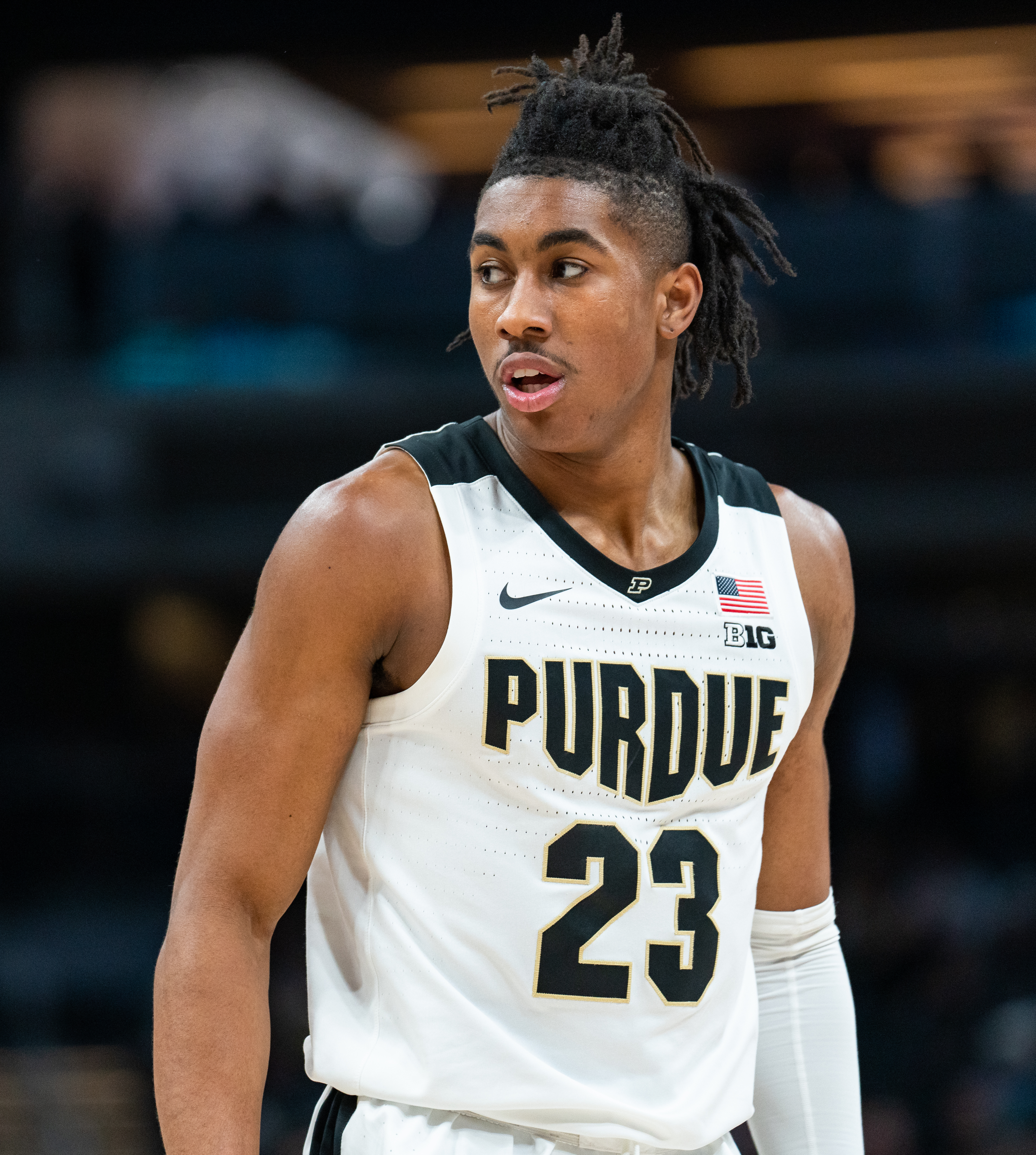
Jaden Ivey Fünfter Pick
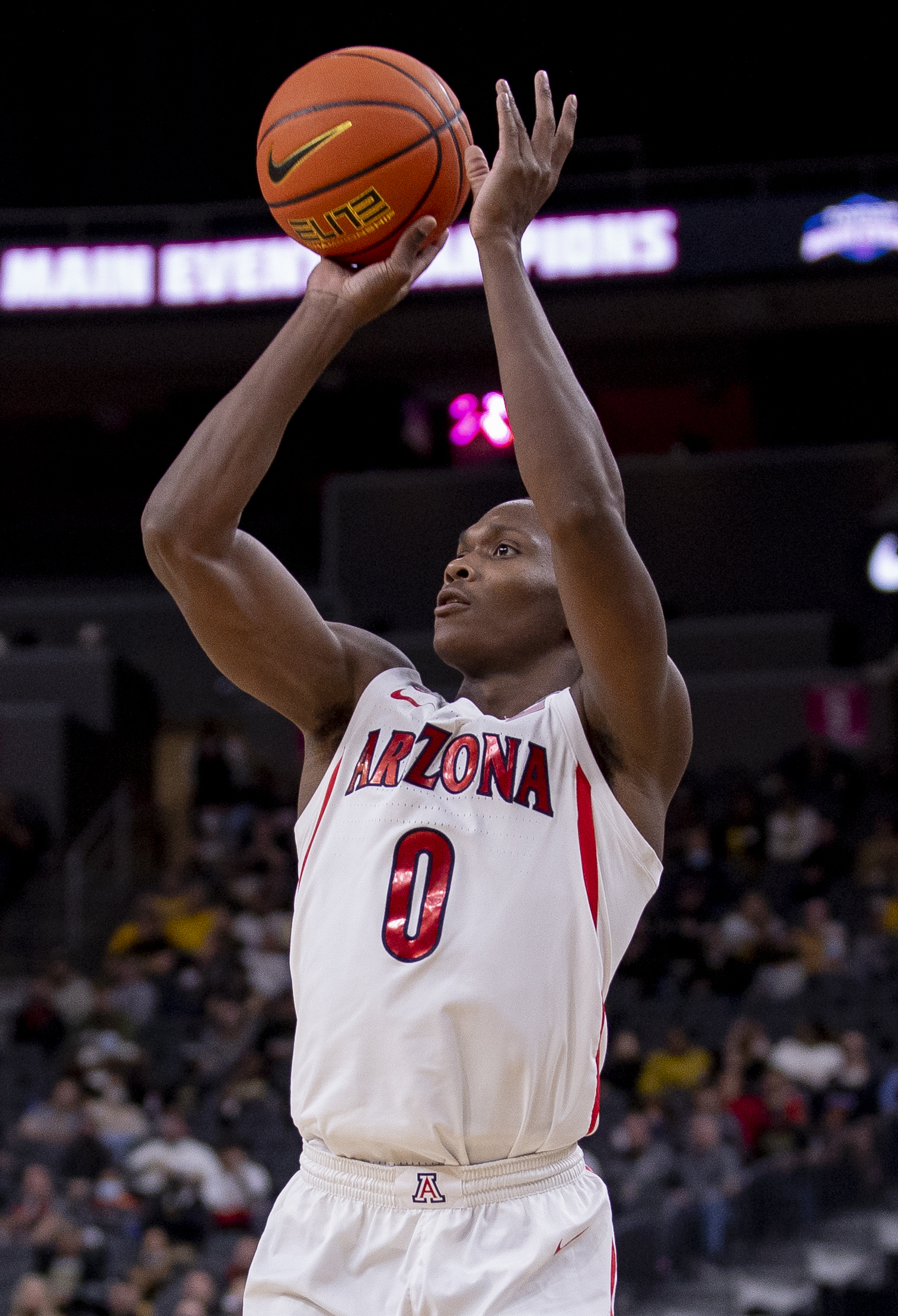
Bennedict Mathurin Sechster Pick

Abkürzungen: PG = Point Guard, SG = Shooting Guard, SF = Small Forward, PF = Power Forward, C = Center; Fr. = Freshman, So. = Sophomore, Jr. = Junior, Sr. = Senior 
| Pick | Spieler             | Position | Nationalität       | Franchise                                                                            | vorheriges Team / College                                        |
| ---- | ------------------- | -------- | ------------------ | ------------------------------------------------------------------------------------ | ---------------------------------------------------------------- |
| 1    | Paolo Banchero      | PF       | Vereinigte Staaten | Orlando Magic                                                                        | Duke University (Fr.)                                            |
| 2    | Chet Holmgren       | PF/C     | Vereinigte Staaten | Oklahoma City Thunder                                                                | Gonzaga University (Fr.)                                         |
| 3    | Jabari Smith        | PF       | Vereinigte Staaten | Houston Rockets                                                                      | Auburn University (Fr.)                                          |
| 4    | Keegan Murray       | PF       | Vereinigte Staaten | Sacramento Kings                                                                     | University of Iowa (So.)                                         |
| 5    | Jaden Ivey          | PG/SG    | Vereinigte Staaten | Detroit Pistons                                                                      | Purdue University (So.)                                          |
| 6    | Bennedict Mathurin  | SG/SF    | Kanada             | Indiana Pacers                                                                       | University of Arizona (So.)                                      |
| 7    | Shaedon Sharpe      | SG       | Kanada             | Portland Trail Blazers                                                               | University of Kentucky (Fr.)                                     |
| 8    | Dyson Daniels       | PG/SG    | Australien         | New Orleans Pelicans (von Los Angeles Lakers)                                        | NBA G-League                                                     |
| 9    | Jeremy Sochan       | PF       | Polen              | San Antonio Spurs                                                                    | Baylor University (Fr.)                                          |
| 10   | Johnny Davis        | SG       | Vereinigte Staaten | Washington Wizards                                                                   | University of Wisconsin (So.)                                    |
| 11   | Ousmane Dieng       | SF       | Frankreich         | New York Knicks (weiter zu Oklahoma City Thunder)                                    | New Zealand Breakers (National Basketball League (Australasien)) |
| 12   | Jalen Williams      | SG       | Vereinigte Staaten | Oklahoma City Thunder (von Los Angeles Clippers)                                     | Santa Clara University (Jr.)                                     |
| 13   | Jalen Duren         | C        | Vereinigte Staaten | Charlotte Hornets (weiter zu Detroit Pistons)                                        | University of Memphis (Fr.)                                      |
| 14   | Ochai Agbaji        | SG       | Vereinigte Staaten | Cleveland Cavaliers                                                                  | University of Kansas (Sr.)                                       |
| 15   | Mark Williams       | C        | Vereinigte Staaten | Charlotte Hornets (von New Orleans Pelicans)                                         | Duke University (So.)                                            |
| 16   | AJ Griffin          | SF       | Vereinigte Staaten | Atlanta Hawks                                                                        | Duke University (Fr.)                                            |
| 17   | Tari Eason          | PF       | Vereinigte Staaten | Houston Rockets (von Brooklyn Nets)                                                  | Louisiana Stata University (So.)                                 |
| 18   | Dalen Terry         | SG       | Vereinigte Staaten | Chicago Bulls                                                                        | University of Arizona (So.)                                      |
| 19   | Jake LaRavia        | SF       | Vereinigte Staaten | Minnesota Timberwolves (weiter zu Memphis Grizzlies)                                 | Wake Forest University (Jr.)                                     |
| 20   | Malaki Branham      | SG       | Vereinigte Staaten | San Antonio Spurs (von Toronto Raptors)                                              | Ohio State University (Fr.)                                      |
| 21   | Christian Braun     | SG       | Vereinigte Staaten | Denver Nuggets                                                                       | University of Kansas (Jr.)                                       |
| 22   | Walker Kessler      | C        | Vereinigte Staaten | Memphis Grizzlies (von Utah Jazz)                                                    | Auburn University (So.)                                          |
| 23   | David Roddy         | SF       | Vereinigte Staaten | Philadelphia 76ers (weiter zu Memphis Grizzlies)                                     | Colorado State University (Jr.)                                  |
| 24   | MarJon Beauchamp    | SG/SF    | Vereinigte Staaten | Milwaukee Bucks (von Milwaukee Bucks via Cleveland Cavaliers zu den Houston Rockets) | NBA G-League                                                     |
| 25   | Blake Wesley        | PG/SG    | Vereinigte Staaten | San Antonio Spurs (von Boston Celtics)                                               | University of Notre Dame (Fr.)                                   |
| 26   | Wendell Moore       | SF       | Vereinigte Staaten | Dallas Mavericks (weiter zu Minnesota Timberwolves via Houston Rockets)              | Duke University (Jr.)                                            |
| 27   | Nikola Jović        | SF       | Serbien            | Miami Heat                                                                           | KK Mega Basket (Košarkaška liga Srbije, Basketballliga Serbiens) |
| 28   | Patrick Baldwin Jr. | PF       | Vereinigte Staaten | Golden State Warriors                                                                | University of Wisconsin–Milwaukee (Fr.)                          |
| 29   | TyTy Washington     | PG       | Vereinigte Staaten | Memphis Grizzlies (weiter zu Houston Rockets via Minnesota Timberwolves)             | University of Kentucky (Fr.)                                     |
| 30   | Peyton Watson       | SF       | Vereinigte Staaten | Oklahoma City Thunder (via Phoenix Suns)                                             | University of California, Los Angeles (Fr.)                      |

## Zweite Auswahlrunde
Abkürzungen: PG = Point Guard, SG = Shooting Guard, SF = Small Forward, PF = Power Forward, C = Center; Fr. = Freshman, So. = Sophomore, Jr. = Junior, Sr. = Senior 
| Pick | Spieler            | Position | Nationalität                 | Franchise | vorheriges Team / College                                                    |
| --- | ------------------ | -------- | ---------------------------- | --- | ---------------------------------------------------------------------------- |
| 31 | Andrew Nembhard    | PG       | Kanada                       | Indiana Pacers (von Houston Rockets via Cleveland Cavaliers; auch die Sacramento Kings waren in den Trade eingebunden) | Gonzaga University (Sr.)                                                     |
| 32 | Caleb Houstan      | SF       | Kanada                       | Orlando Magic | University of Michigan (Fr.)                                                 |
| 33 | Christian Koloko   | C        | Kamerun                      | Toronto Raptors (von Detroit Pistons via Chicago Bulls zu den Washington Wizards zu den San Antonio Spurs)             | University of Arizona (Jr.)                                                  |
| 34 | Jaylin Williams    | PF       | Vereinigte Staaten           | Oklahoma City Thunder                                                                                                  | University of Arkansas (So.)                                                 |
| 35 | Max Christie       | SG       | Vereinigte Staaten           | Los Angeles Lakers (von Indiana Pacers via Milwaukee Bucks zu Orlando Magic)                                           | Michigan State University (Fr.)                                              |
| 36 | Gabriele Procida   | SG/SF    | Italien                      | Portland Trail Blazers (zu den Detroit Pistons)                                                                        | Fortitudo Bologna (Lega Basket Serie A, Italien)                             |
| 37 | Jaden Hardy        | SG       | Vereinigte Staaten           | Sacramento Kings (zu den Dallas Mavericks)                                                                             | NBA G-League                                                                 |
| 38 | Kennedy Chandler   | PG       | Vereinigte Staaten           | San Antonio Spurs (von den Los Angeles Lakers via Washington Wizards zu den Chicago Bulls)                             | University of Tennessee (Fr.)                                                |
| 39 | Khalifa Diop       | C        | Senegal                      | Cleveland Cavaliers (von San Antonio Spurs via Utah Jazz)                                                              | CB Gran Canaria (Liga ACB, Spanien)                                          |
| 40 | Bryce McGowens     | SG       | Vereinigte Staaten           | Minnesota Timberwolves (von den Washington Wizards via Cleveland Cavaliers)                                            | University of Nebraska-Lincoln (Fr.>)                                        |
| 41 | E. J. Liddell      | PF       | Vereinigte Staaten           | New Orleans Pelicans                                                                                                   | Ohio State University (Jr.)                                                  |
| 42 | Trevor Keels       | SG       | Vereinigte Staaten           | New York Knicks | Duke University (Fr.)                                                        |
| 43 | Moussa Diabaté     | PF       | Frankreich                   | Los Angeles Clippers                                                                                                   | University of Michigan (Fr.)                                                 |
| 44 | Ryan Rollins       | SG       | Vereinigte Staaten           | Atlanta Hawks (zu den Golden State Warriors abgegeben)                                                                 | University of Toledo (So.)                                                   |
| 45 | Josh Minott        | SF       | Jamaika                      | Charlotte Hornets (zu den Minnesota Timberwolves abgegeben)                                                            | University of Memphis (Fr.)                                                  |
| 46 | Ismaël Kamagate    | C        | Frankreich                   | Detroit Pistons (von Brooklyn Nets)                                                                                    | Paris Basketball (Ligue Nationale de Basket#Pro A, Frankreich)               |
| 47 | Vince Williams Jr. | SG/SF    | Vereinigte Staaten           | Memphis Grizzlies (von den Cleveland Cavaliers via Atlanta Hawks zu den New Orleans Pelicans)                          | Virginia Commonwealth University (Sr.)                                       |
| 48 | Kendall Brown      | SF       | Vereinigte Staaten           | Minnesota Timberwolves (zu den Indiana Pacers abgegeben)                                                               | Baylor University (Fr.)                                                      |
| 49 | Isaiah Mobley      | PF       | Vereinigte Staaten           | Cleveland Cavaliers (von den Chicago Bulls via Detroit Pistons zu den Memphis Grizzlies zu den Sacramento Kings)       | University of Southern California (Jr.)                                      |
| 50 | Matteo Spagnolo    | SG       | Italien                      | Minnesota Timberwolves (von den Denver Nuggets via Philadelphia 76ers)                                                 | Guerino Vanoli Basket (Lega Basket Serie A, Italien)                         |
| 51 | Tyrese Martin      | SG       | Vereinigte Staaten           | Golden State Warriors (von den Toronto Raptors via Philadelphia 76ers)                                                 | University of Connecticut (Sr.)                                              |
| 52 | Karlo Matković     | C        | Kroatien                     | New Orleans Pelicans (von den Utah Jazz)                                                                               | KK Mega Basket (Košarkaška liga Srbije, Basketballliga Serbiens)             |
| 53 | JD Davison         | PG       | Vereinigte Staaten           | Boston Celtics | University of Alabama (Fr.)                                                  |
| Milwaukee Bucks (aufgrund von Manipulationsverstößen verfallen)                                           |                    |          |                              | |                                                                              |
| Miami Heat (von den Philadelphia 76ers via Denver Nuggets; aufgrund von Manipulationsverstößen verfallen) |                    |          |                              | |                                                                              |
| 54 | Yannick Nzosa      | C        | Demokratische Republik Kongo | Washington Wizards (von den Dallas Mavericks)                                                                          | CB Málaga (Liga ACB, Spanien)                                                |
| 55 | Gui Santos         | SF       | Brasilien                    | Golden State Warriors                                                                                                  | Minas Tênis Clube (Novo Basquete Brasil, Brasilien)                          |
| 56 | Luke Travers       | SG       | Australien                   | Cleveland Cavaliers (von den Miami Heat via Indiana Pacers)                                                            | Perth Wildcats (National Basketball League (Australasien), Australien)       |
| 57 | Jabari Walker      | PF       | Vereinigte Staaten           | Portland Trail Blazers (von den Memphis Grizzlies via Utah Jazz)                                                       | University of Colorado Boulder (So.)                                         |
| 58 | Hugo Besson        | PG       | Frankreich                   | Indiana Pacers (von den Phoenix Suns)                                                                                  | New Zealand Breakers (National Basketball League (Australasien), Neuseeland) |

## Bewertung des Jahrgangs
Der 2022er-Jahrgang wurde im Vorwege als eher mittelmäßig eingeschätzt. Ein Spieler mit wirklichem Starpotential schien nach Einschätzung von Experten nicht dabei zu sein.

„An der Spitze des Drafts 2022 fehlt ein echter Superstar, vielleicht überzeugt die Klasse ja in der Breite. Als einer der besten Jahrgänge aller Zeiten wird er aber eher nicht gelten.“

## Ungedraftete Spieler des Jahrgangs
Einige Spieler wurden, obwohl zunächst im Draft nicht berücksichtigt, im Nachgang von NBA-Teams unter Vertrag genommen. Hierzu gehörten u. a. Scotty Pippen Jr., der Sohn von Scottie Pippen, sowie Shareef O'Neal, der Sohn von Shaquille O’Neal. Beide schlossen sich den Los Angeles Lakers an.

## Deutsche Spieler des Jahrgangs
Nachdem mit Justus Hollatz von den Hamburg Towers und Kay Bruhnke von medi Bayreuth zunächst zwei deutsche Basketballspieler ihre Teilnahme an dem Draft 2022 erklärt hatten, nahm am Ende kein deutscher Spieler am Draft teil. Hollatz schloss sich noch vor dem Draft-Termin dem spanischen Verein CB Breogán an.